# آلیس در آن‌سوی آینه (فیلم ۲۰۱۶)
آلیس در آن‌سوی آینه (به انگلیسی: Alice Through the Looking Glass) یک فیلم آمریکایی در سبک فانتزی ماجراجویی، به کارگردانی جیمز بابین و نویسندگی لیندا وولورتون است که در ۲۷ مه ۲۰۱۶ منتشر شد.
این فیلم بر اساس داستان آنسوی آینه به قلم لوئیس کارول، و دنبالهٔ فیلم آلیس در سرزمین عجایب، که در سال ۲۰۱۰ اکران شد، محسوب می‌شود. بازیگران اصلی این فیلم میا واشیکوفسکا، جانی دپ، هلنا بونهام کارتر، ان هتوی، آلن ریکمن ،ساشا بارون کوهن و ریس آیفنز هستند. آلیس آنسوی آینه در ۲۷ مه ۲۰۱۶ به وسیله استودیو سینمایی والت دیزنی در ایالات متحده آمریکا به نمایش درآمد.

## بازیگران
| بازیگر            | نقش                | توضیحات                  |
| ----------------- | ------------------ | ------------------------ |
| میا واشیکوفسکا    | آلیس               |                          |
| جانی دپ           | تارانت هایتاپ      | هایتاپ یا کلاهدوز دیوانه |
| هلنا بونهام کارتر | ملکه قرمز          |                          |
| آن هتوی           | ملکه سفید          |                          |
| ساشا بارون کوهن   | تایم               |                          |
| ریس ایفانز        | زنیک های‌تاپ        |                          |
| مت لوکاس          | توودلده و توودلدوم |                          |
| اد اسپیلرز        | جیمز هارکوت        |                          |
| بیل توماس         |                    |                          |
| شیوان ردموند      |                    |                          |

## تولید

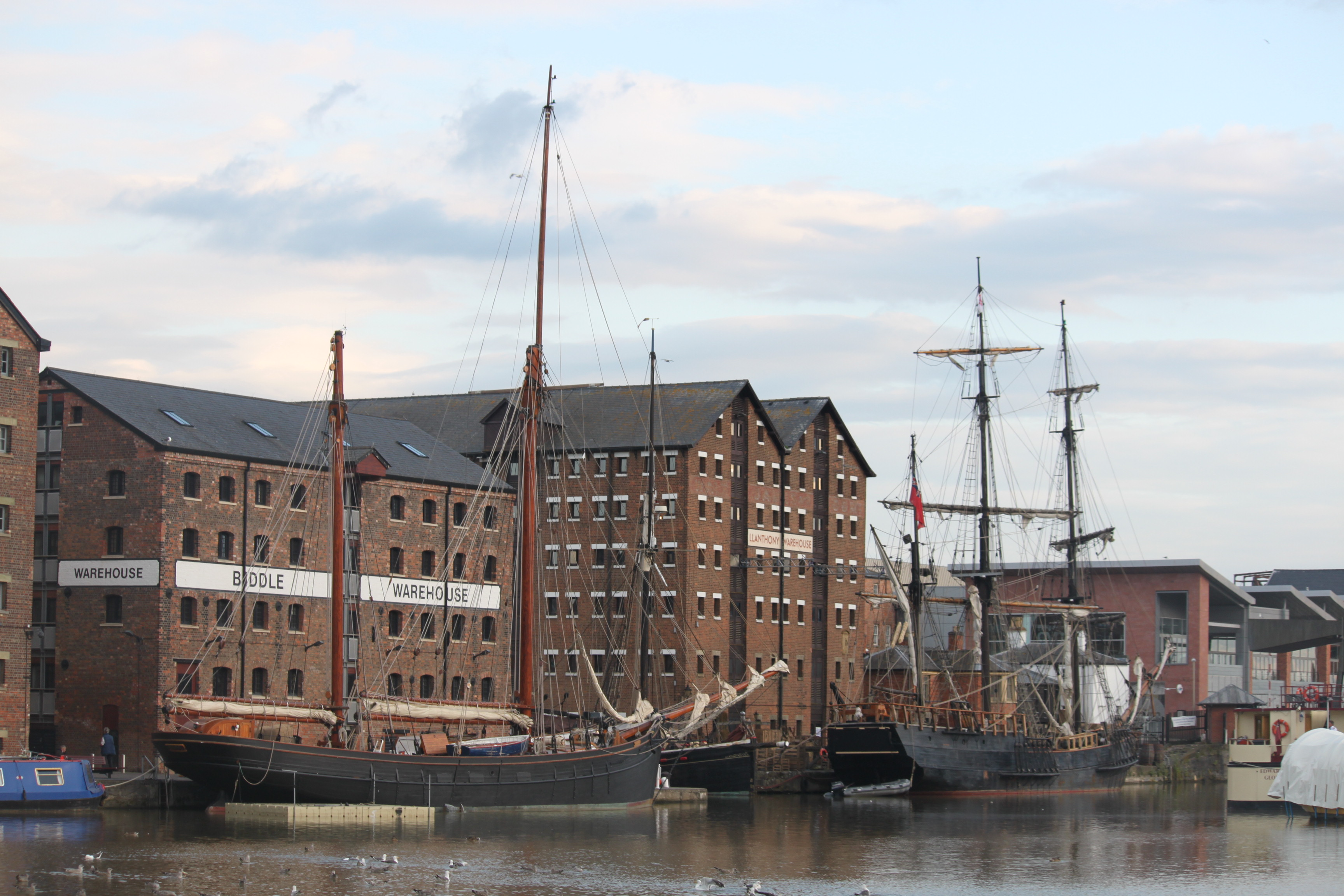
کشتی‌های بزرگ در اسکله گلاستر برای فیلمبرداری آلیس در سرزمین عجایب

در ۷ دسامبر ۲۰۱۲، مجله ورایتی کار ساختن سری «آلیس در سرزمین عجایب»، به همراه لیندا وولورتون به‌عنوان فیلم‌نامه نویسندگی را اعلام کرد.
در ۳۱ مه ۲۰۱۳، جیمز بابین برای کارگردانی سری جدید(آلیس در سرزمین عجایب:نگاه به آنسوی شیشه)انتخاب شد. در ژوئیه ۲۰۱۳، جانی دپ در نقش کلاهدوز به این مجموعه بازگشت. درنوامبر ۲۰۱۳، تأیید شد که میا واشیکوفسکا در این فیلم با عنوان آلیس بازی خواهد کرد. در همان سال، رسماً اعلام شد که این فیلم به کارگردانی جیمز بابین در سال۲۰۱۶اکران خواهد شد. در ژوئن ۲۰۱۴ ساشا بارون کوهن به فهرست بازیگران پیوست. در مارس۲۰۱۴تایید شد که هلنا بونهام کارتر به مجموعه بازمی‌گردد و با عنوان ملکه قرمز ایفای نقش می‌کند.
تصویربرداری‌ها از اوت ۲۰۱۴ در استودیو شپرتون آغاز شد. در اوت ۲۰۱۴ فیلم‌برداری در اسکله گلاستر انجام شد که در آن حداقل از چهار کشتی تاریخی استفاده شد.